# Барсегян, Арамаис Залибекович
Арамаи́с Залибе́кович Барсегя́н (арм. Արամաիս Բարսեղյան, 12 мая 1953, Арташат) — бывший депутат парламента Армении.
- 1977—1982 — Краснодарский институт цветной металлургии. Инженер-механик.
- 1970—1971 — работал на Ереванском заводе станков.
- 1971—1973 — служил в советской армии.
- 1973—1976 — шлифовчик на Арташатском инструментальном заводе.
- 1976—1982 — начальник автоинспекции Краснодарского института цветной металлургии.
- 1983—1985 — директор Краснодарского автотранспортного предприятия.
- 1986—1987 — главный архитектор Арташатского предприятия ремонта и строительства квартир, а в 1987—1997 — генеральный директор.
- 1997—1999 — председатель совета Артшин ООО «Гранд».
- 1999—2003 — депутат парламента. Заместитель председателя постоянной комиссии по социальным вопросам, здравоохранению и вопросам охраны природы. Член правления НПА.